# 岡崎城 (伊予国)
岡崎城（おかざきじょう）は、愛媛県新居浜市にあった日本の城。新居浜市指定史跡。

## 概要

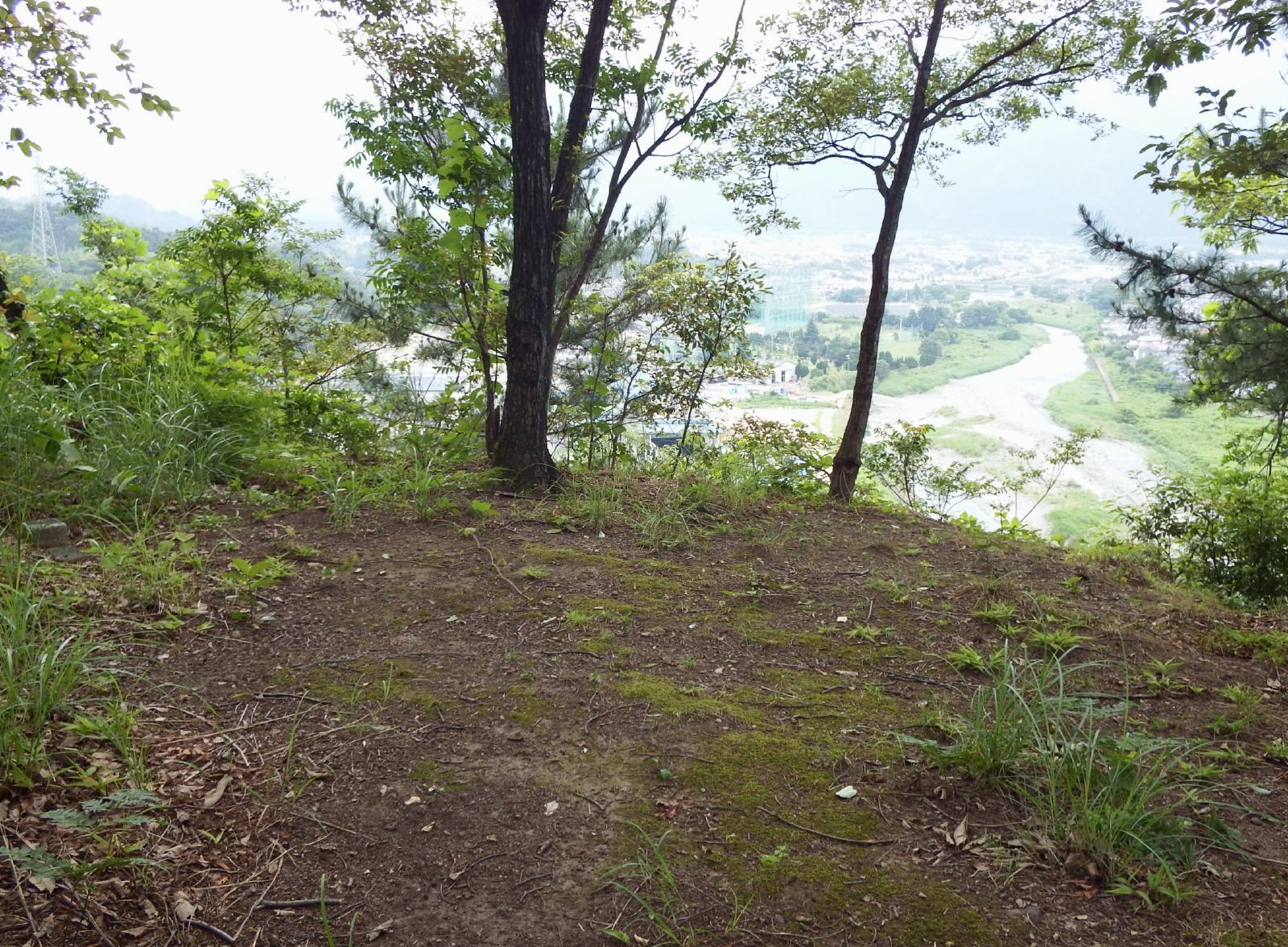
岡崎城本丸の跡

新居浜市郷の城下橋の近く、国領川の河畔に面した標高84メートルの「郷山」と呼ばれる山上にあった。この山は国領川を挟んで対岸に金子城（金子山城）を望み、南には生子山城を望む位置にある。北麓には城主・藤田山城守芳雄の祈願所であった薬師堂があり、中腹には鉾前神社がある。
北麓から登ると「御馬屋敷」と呼ばれる平坦面があり、その上に「台所」と呼ばれる平坦面、さらに二の丸・三の丸とされる平坦面が階段状に続き山頂の本丸に至る。本丸は東西32メートル×南北15メートルを測り、木々の間から新居浜市街が望める。山頂の南側と東側は切れ落ち、麓には大河が流れ要害堅固になっている。
城主・藤田氏は、天文年間（1532年-1555年）の藤田孫次郎の代に高峠城主・石川氏に仕えて勢力を伸ばした豪族で、郷山に当城を築いたとされる。天正13年（1585年）に羽柴秀吉が四国征伐に乗り出し小早川隆景の軍が伊予国を侵攻すると、城主の藤田芳雄・俊忠の親子は金子城の金子元宅らと共に高尾城へ入り、小早川軍に抵抗した（天正の陣）。しかし野々市原の戦い（西条市野々市）で藤田芳雄が戦死、岡崎城も落城し、子の俊忠は安芸国（広島県）に逃れて帰農したとされる。
城跡は1978年（昭和53年）4月6日、新居浜市指定史跡に指定されている。